# Tarentola angustimentalis
Espèce
Statut de conservation UICN

 LC  : Préoccupation mineure
Tarentola angustimentalis est une espèce de geckos de la famille des Phyllodactylidae.

## Répartition
Cette espèce est endémique des îles Canaries. Elle se rencontre sur les îles de Fuerteventura, de Los Lobos, de Lanzarote, de La Graciosa, d'Alegranza et de Roque del Este.

## Publication originale
- Steindachner, 1891 : Über einige neue und seltene Reptilien und Amphibien. Anzeigerder Kaiserlichen Akademie der Wissenschaften, Mathematisch- Naturwissenschaftlichen Classe, vol. 28, p. 141-144 (texte intégral).